# Ajania tibetica
Espèce
Tanacetum tibeticum ou Ajania tibetica est une espèce de plantes à fleurs de la famille des Asteraceae.
Selon Tropicos (18 juin 2013), le nom valide est Ajania tibetica. 

### Sous le nomTanacetum tibeticum
- (en) Catalogue of Life : Tanacetum tibeticum Hook.f. & Thomson ex C.B.Clarke (consulté le 18 juin 2013)
- (en) Catalogue of Life : Tanacetum tibeticum Hook.f. & Thomson (consulté le 18 juin 2013)
- (en) Tropicos : Tanacetum tibeticum Hook. f. & Thomson ex C.B. Clarke Non valide  (+ liste sous-taxons) (consulté le 18 juin 2013)

### Sous le nomAjania tibetica
- (en) Catalogue of Life : Ajania tibetica (Hook. fil. & Thomson) Tzvelev (consulté le 21 décembre 2020)
- (en) Flora of China : Ajania tibetica  (consulté le 18 juin 2013)
- (en) Flora of Pakistan : Ajania tibetica  (consulté le 18 juin 2013)
- (en) NCBI : Ajania tibetica (taxons inclus) (consulté le 18 juin 2013)
- (en) Tropicos : Ajania tibetica (Hook. f. & Thomson ex C.B. Clarke) Tzvelev  (+ liste sous-taxons) (consulté le 18 juin 2013)